# Stimulus
En stimulus (flertal: stimuli) kaldes et mere eller mindre følsomt virkemiddel, som er i stand til at medføre ændret opførsel hos et betragtet objekt. Begrebet stimulus kan også udtrykkes med ordene spore, tilskyndelse eller pirring.
Der findes talrige stimuli, hvoraf nogle enkelte er: Radioaktiv stråling, lys, varme, kraftændring, lyd, elektrisk stød, lugt, kemiske stoffer etc. En række stimuli fremkalder en reaktion, uden at dette er tillært først. Disse kaldes nøglestimuli.
For dyr kan en stimulus bl.a. være en støj, en bevægelse eller en lysændring, som forårsages af et byttedyr.
Inden for psykologi bruges stimulus endvidere om en påvirkning af eller en tilskyndelse til en adfærd - f.eks. i form af løn eller straf.